# ائرو ای‌ئی-۴۵
ائرو ای‌ئی-۴۵ (به انگلیسی: Aero Ae-45) یک هواپیمای ساختِ آئرو ودوخودی است که در سال ۱۹۵۱ ساخته شد. نخستین استفاده‌کنندهٔ این هواپیما چکسلواکی بوده‌است. این هواپیما در ۲۱ ژوئیه ۱۹۴۷ میلادی نخستین پرواز خود را انجام داد.